# Chokwe (popolo)
I Chokwe sono un gruppo etnico bantu dell'Africa centrale e meridionale. Si trovano principalmente in Angola, nelle parti sud-occidentali della Repubblica Democratica del Congo e nelle parti nord-occidentali dello Zambia.
I Chokwe erano uno dei dodici clan o piccoli regni che formarono l'Impero Lunda nel XVII e XVIII secolo. Si rifiutarono quindi di rendere omaggio ai Lunda e proclamarono la loro indipendenza. Nel 1890, usando le armi ottenute dagli Ovimbundu, che a loro volta le avevano acquistate dai coloni europei, i Chowke attaccarono i Lunda e disintegrarono il loro impero. Sopravvissero come regno indipendente fino agli anni 1930, quando stabilirono contatti con l'Angola portoghese e questa decise infine di controllarne il territorio.
La vita dei Chokwe è tradizionalmente regolata dall'alternanza della stagione delle piogge, tra ottobre e aprile, e la stagione secca per il resto dell'anno. I Chokwe coltivavano, cacciavano, pescavano e costruivano case secondo il mutare delle stagioni.
Il popolo Chokwe è noto tra l'altro per la sua arte, e molte loro opere sono conservate nei musei di tutto il mondo.

## Cultura e società
I Chokwe sono tradizionalmente una società matrilineare, dove però la donna si trasferisce a vivere con la famiglia del marito dopo il matrimonio. La poliginia è stata una pratica storica solitamente limitata ai capi o alle famiglie benestanti.
Il centro della vita sociale è il villaggio, con le abitazioni costruite in mattoni di fango essiccato con un tetto di foglie, disposte in un grande cerchio con un cortile aperto al centro. Una delle caratteristiche più comuni di un villaggio chokwe è il rifugio chota. Questa struttura è a forma di cono, realizzata con pali di legno autoportanti con tetto in erba. È costruita al centro del cortile ed è il luogo dove si ricevono i visitatori e dove si incontrano gli uomini.
I Chokwe sono principalmente agricoltori: coltivano mais, manioca e miglio, oltre a patate dolci, zucche, pomodori, gombo e, in alcune zone, riso, fagioli e arachidi. Allevano anche bovini, capre, maiali e polli, tuttavia consumano la carne solo in occasioni speciali, come le feste di matrimonio.

## Arte chokwe
I Chokwe sono famosi a livello regionale per il loro lavoro artigianale, che comprende cestini, ceramiche, maschere intagliate, statue, sgabelli e altri prodotti. Le opere d'arte includono oggetti di utilità, ma spesso rappresentano le loro mitologia, storia orale e credenze spirituali. Nel corso del tempo, i Chokwe sono arrivati a sviluppare tradizioni culturali che si riflettono nell'arte creata all'interno della comunità. Molti tipi di artigianato, come le maschere, onorano e figurativamente "contengono" gli spiriti degli antenati. Ad esempio, l'eroe culturale Chibinda Ilunga, che secondo la mitologia è all'origine del popolo chokwe, è una figura spesso scolpita. L'arte Cikungu personifica il potere collettivo degli antenati, mentre le figurine Mwana po raffigurano i guardiani della fertilità e della procreazione. Le figurine Ngombo fanno invece tradizionalmente parte degli spiriti divinatori che vengono evocati per rivelare le cause di malattia, sfortuna, infertilità e altri problemi affrontati da una famiglia o da un villaggio.
Tra i Chokwe esistono intagliatori professionisti detti songi, che producono la maggior parte degli oggetti artistici. Tuttavia non tutti i villaggi possiedono tale figura, e molte opere sono anche realizzate da comuni cittadini.